# Mister Roberts (pièce de théâtre)
Mister Roberts est une pièce de théâtre de Joshua Logan créée en 1948 à l'Alvin Theatre de Broadway (New York). Il s'inspire du roman du même nom (en) de Thomas Heggen (en).
En 1950, Claude Dauphin en rachète les droits pour monter cette pièce au théâtre des Variétés. La première aura lieu le 3 février 1951.

## Argument
Au printemps 1945, au milieu du Pacifique, le liberty-ship 601, un cargo-ravitailleur de l'U.S. Navy, abrite un commandant ambitieux et autoritaire. Dans une atmosphère tropicale, les hommes travaillent sous les brimades du commandant. Le second du navire, le lieutenant Roberts, partage la vie de l'équipage et souhaite leur avoir une permission bien méritée, afin de redonner de la cohésion au sein des marins.

## Distribution (Théâtre des Variétés, 1951)
- Jean Brochard : le commandant Morton
- Claude Dauphin : le commandant en second Douglas Roberts
- Pierre-Louis : le lieutenant de vaisseau Frank Pulver
- Marcel André : le médecin du bord
- Claudine Chéret : l'infirmière du bord

et les 20 autres membres de l'équipage :
- Joe Davray
- Jean Landier
- Jacques Mairesse
- San Juan
- Guy Derlan
- Jean Clarieux
- Jean Daurand
- Claude-Jean Bonnardot
- Pierre Duncan
- Michel Nastorg
- Albert Michel
- Robert Le Béal
- Jacques Carteaud
- Frédéric Bart
- Maïk
- Maurice Gilmer
- Lucien d'Antony
- Louis Grethen
- René Féral
- Bernard Soukoff

## Distinctions
- Tony Awards 1948[3]
  - Tony Award de la meilleure pièce
  - Tony Award du meilleur acteur dans une pièce pour Henry Fonda
  - Tony Award du meilleur metteur en scène pour Joshua Logan

## Film
La pièce et la performance de Fonda ont donné lieu a une adaptation au cinéma avec l'acteur. Celle-ci est coréalisée par John Ford, Mervyn LeRoy et Joshua Logan.